# ボスコレアーレ
ボスコレアーレ（イタリア語: Boscoreale）は、イタリア共和国カンパニア州ナポリ県にある都市であり、その周辺地域を含む人口約2万8000人の基礎自治体（コムーネ）。

## 地理

### 位置・広がり
ナポリ県南東部のコムーネ。県都ナポリから東南東へ20kmの距離にある。

#### 隣接コムーネ
隣接するコムーネは以下の通り。括弧内のSAはサレルノ県所属を示す。
- ボスコトレカーゼ
- ポッジョマリーノ
- ポンペイ
- スカファーティ (SA)
- テルツィーニョ
- トッレ・アンヌンツィアータ

## 行政

### 分離集落
ボスコレアーレには、以下の分離集落（フラツィオーネ）がある。
- Cangiani, Marchesa, Marra, Passanti e Pellegrini